# SG Gittersee
Die Sportgemeinschaft Gittersee e. V. (auch: SG Gittersee oder SGG) ist ein 1882 gegründeter Sportverein aus den Dresdener Stadtteil Gittersee und damit einer der ältesten Vereine der sächsischen Landeshauptstadt.

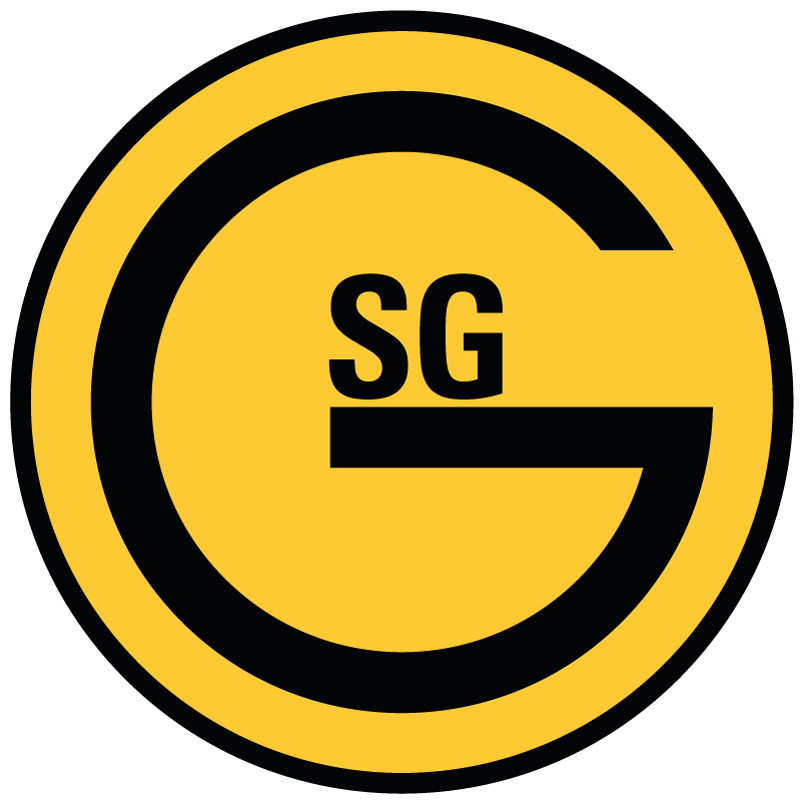
Vereinslogo der Sportgemeinschaft Gittersee e. V.

Insgesamt sind rund 400 Sportler Mitglied der Sportgemeinschaft Gittersee.

## Abteilungen

### Badminton
Die Abteilung Badminton stellt in der SGG die erfolgreichste Sparte dar. Die Abteilung wurde am 22. Oktober 1957 als Sektion Federball in der SG Gittersee gegründet. 1958 rief die Sektion mit dem Dresdner Teller und den Silbernen Federbällen gleich zwei Turniere ins Leben, die auch heute noch ihren Platz in den Terminkalendern des Deutschen Badminton-Verbandes haben. Mit dem Wechsel der Tröbitzer Nationalspielerin Monika Cassens nach Gittersee begann 1974 die erfolgreichste Zeit der Badmintonsparte in Gittersee. Nach einem vierten Platz 1975 erkämpfte sich das Team um Monika und Claus Cassens 1976 und 1977 den dritten Platz in der DDR-Oberliga, der höchsten Spielklasse des Landes. 1978 wurde mit dem Abgang einiger Leistungsträger inklusive des Ehepaars Cassens zu HSG Lok HfV Dresden der Leistungsschwerpunkt seitens des DDR-Federballverbandes zum Hochschulverein delegiert und Gittersee zum Zwangsabstieg zwei Klassen tiefer verurteilt. Als Team schaffte es Gittersee bis zum Ende der DDR nie wieder zurück in die höchste Spielklasse.
In den Einzeldisziplinen war Monika Cassens an fünf von sechs Titelgewinnen für Gittersee beteiligt, den sechsten holten Karin Kattner und Eberhard Hübner 1969 im gemischten Doppel. In der Spielserie 2008/2009 qualifizierte sich die erste Mannschaft des Vereins um Altmeister Lutz Jenke für die Folgesaison in der Regionalliga Südost.

### Fußball

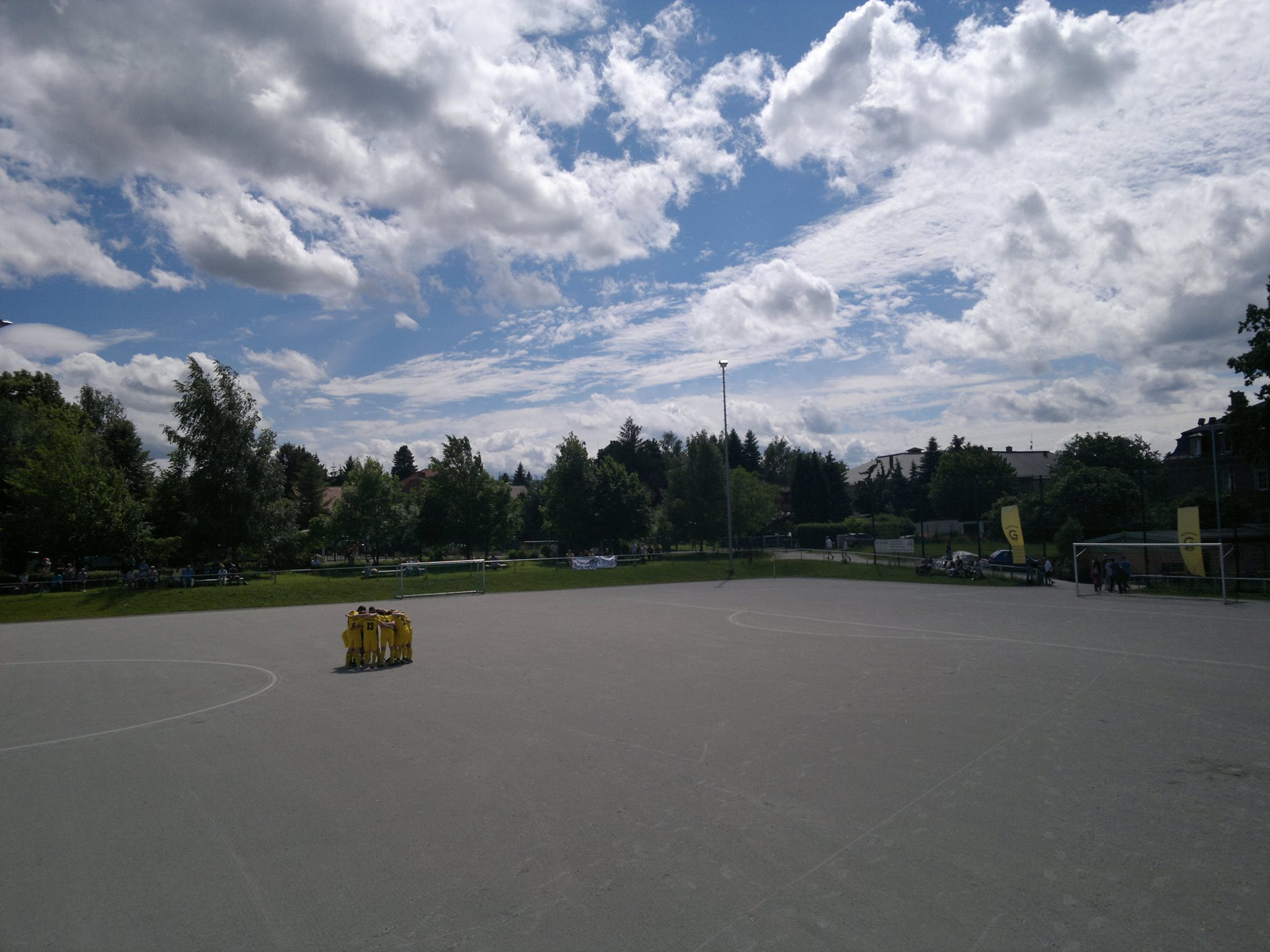
Sportplatz Gittersee

Die Abteilung Fußball ist die zweitgrößte Abteilung der SGG mit rund 170 Fußballern. Die erste Mannschaft Herrenmannschaft spielt in der Saison 2019/20 in der Stadtliga B der sächsischen Landeshauptstadt. Die zweite Männermannschaft spielt in der 2. Stadtklasse. Dazu gibt es vier Juniorenmannschaften eine Freizeitmannschaft und eine Seniorenmannschaft.
Die Heimspielstätte ist der vereinseigene Sportplatz auf der Karlsruher Straße in Dresden Gittersee. Dabei bilden das historische Vereinsheim, der Hartplatz und das neu gebaute Kunstrasen-Kleinfeld das Herzstück der Sportstätte.

### Volleyball
Die Abteilung Volleyball wurde 2017 gegründet. Die Abteilung befindet sich weiterhin im Aufbau und bietet für ambitionierte Frauen und Männer jeder Altersklasse, mit und ohne Volleyball-Erfahrung, Trainingsmöglichkeiten.

### Gymnastik
Die Gymnastikabteilung wurde am 1. April 1992 in der SGG etabliert. Sie ging aus der im Juni 1983 gegründeten Gymnastik-Wohngebietssportgruppe Dresden/Südhöhe für Frauen hervor. Ab 1984 wurde aus der allgemeinen Frauengymnastik in die spezialisierte Form Popgymnastik übergegangen. Diese moderne, musikalisch aufgelockerte Form der Gymnastik erfreute sich zunehmender reger Beteiligung. Die aktuelle Mitgliederstärke beträgt 77 Frauen und 10 Männer.

### Gesundheitssport
Die Abteilung Gesundheitssport verhilft nicht nur zu mehr Wohlbefinden. Die wöchentlichen Übungen der Sparte schützen den Körper von Erkrankungen und halten fit.

### Handball
Das Männer-Handballteam bildete in der Saison 2007/2008 eine Spielgemeinschaft mit Saxonia Dresden, wurde aber dennoch nur Tabellenletzter in der 1. Kreisliga Dresden.